# Сварог, Василий Семёнович
Василий Семёнович Сварог (настоящая фамилия Корочкин; 5 (17) марта 1883, Старая Русса — 31 декабря 1946, Москва) — русский и советский художник.

## Биография
Василий Семёнович Корочкин родился 5 (17) марта 1883 в городе Старая Русса Новгородской губернии (ныне Новгородская область) в семье крестьянина Семёна и прачки Ольги Васильевны Корочкиных. Семья проживала в одном из деревянных домов по улице Рогачёвской (ныне — Ломоносова). У Василия было две сестры: Анна (позднее — сельская учительница) и Надежда (в будущем — швея). Двух лет отроду Василий лишился отца, воспитанием детей занималась мать.
Стремление к рисованию наблюдалось у Василия с ранних лет. Заметив его, учитель рисования старорусского городского училища Чистяков собрал среди жителей города по подписке деньги, чтобы талантливый ребёнок после окончания училища мог продолжить художественное образование.
В 1896 году, в тринадцатилетнем возрасте, Василий поступил в Центральное училище технического рисования Штиглица в Петербурге и через четыре года успешно окончил его. Именно во время обучения и появился псевдоним художника — «Сварог».
На третьем году обучения, перед очередным экзаменом, он получил задание написать картину на тему «Бог небесного огня Сварог» — божество в мифологии западных славян. Ну, наш Вася пошёл фантазировать — намалевал солнце, звёзды, молнии, всполохи северного сияния, зори, радуги, а в этом сверкающем окружении — лик божества. Картина удалась, но экзаменаторы сказали: «Корочкин, в зеркало ты, что ли смотрел, когда писал Сварога? Точь-в-точь на тебя похож». С того дня мы в шутку стали величать его Сварогом. Он привык к этому прозвищу.
С 1900 года начал сотрудничать с петербургскими иллюстрированными журналами «Живописное обозрение стран света», «Волшебный фонарь», «Солнце России» (с 1910 года). В 1911 году Сварог получил первую премию на конкурсе, организованном редакцией журнала «Солнце России», за серию рисунков к произведению Льва Толстого «Живой труп».
В 1915 году познакомился с Юрием Репиным и написал его портрет, который привёл в восторг его отца, известного художника Илью Репина. Эта работа позволила Сварогу сблизиться с мастером, присутствовать на его портретных сеансах. В 1916 году по рекомендации Репина он вступил в Товарищество передвижников и начал выставлять свои работы на передвижных выставках. В 1916 году написал картину «Портрет матери» (холст, масло), которая была удостоена первой премии на весенней Передвижной выставке.
В 1918 году принимал активное участие в украшении Петрограда к празднованию первой годовщины Октябрьской революции. Сам художник говорил, что он «работал особенно интенсивно, так как великие события требовали от каждого большого напряжения сил». В это время им были созданы портреты Карла Маркса, Фридриха Энгельса, В. И. Ленина, М. С. Урицкого, В. В. Володарского.
В 1919—1922 годах в связи с тяжёлой болезнью матери проживал в Старой Руссе. Здесь он организовал Народный дом, создал художественную студию, самодеятельные хоровые и оркестровые кружки, любительский оперный театр, где были поставлены «Русалка» Даргомыжского, «Алеко» Рахманинова, «Фауст» Гуно и др. В этот период Сварог написал много картин, посвящённых городу и его жителям — «Портрет Васи Ушакова», «Дети» (экспонировалась в Третьяковской галерее), «Портрет Валентины Казариной», «Рогачёвка» и другие.
В 1923 году вступил в Ассоциацию художников революционной России.
В 1925 год получил серебряную медаль на Всемирной выставке в Париже за альбом «9 января», для которого он выполнил 11 больших рисунков.
В советский период творчество Сварога приобрело яркую политическую направленность. Сам художник называл свой жанр «политической композицией». Одни картины выполнялись на основе личных впечатлений, другие на основе газетных сообщений:
- «Герои-летчицы в Кремле перед полётом» (1934);
- «Встреча челюскинцев на Красной площади» (1934);
- «Портрет В. В. Куйбышева на трибуне» (1935);
- «Первое мая — пионеры» (1937);
- «Седовцы на Красной площади» (1940);
- «Портрет Чайковского» (1940);
- «Портрет Маяковского» (1940);
- «Товарищи К. Е Ворошилов и А. М. Горький в тире ЦДКА» (1932);
- «Волховстрой»;
- «Кузнецкстрой»;
- «Днепрострой» и другие.

Увлекаясь музыкой, Сварог создал ряд работ, объединённых этой темой:
- «Натюрморт с гитарой» (1934);
- «Торбан» (1939);
- портрет гитариста Шаумяна(1928);
- акварельный портрет испанского гитариста Андреса Сеговии (1927).

Писал Сварог и портреты руководителей партии и правительства — И. В. Сталина, К. Е. Ворошилова, В. В. Куйбышева.
В 1940 году Политуправление МВО объединило профессиональных военных художников в Студию военных художников имени М. Б. Грекова на базе Изомастерских самодеятельного красноармейского искусства. Перед студией поставили задачи культурного и политического воспитания воинов, отображения героического боевого пути армии. Руководителем был назначен Василий Сварог, который создал ряд картин на военную тематику:
- «Совет командиров»;
- «Смольный в Октябре»;
- «Взятие Зимнего»;
- «Шлюпочный поход жён командиров».

С 1941 года находился в эвакуации — сначала в Нальчике, затем в Тбилиси. В мае 1942 года в Тбилиси состоялась выставка картин. Газета «Заря Востока» писала:
Творческие рапорты художников. В понедельник, 25 мая, в 12 час. дня в Картинной галерее художников Грузии выступят с творческими рапортами лауреат Сталинской премии, заслуженный деятель искусств И.Э Грабарь и художник В. С. Сварог. В помещении галереи в этот день откроется выставка их картин, выполненных в Тбилиси и Нальчике в 1941 и 1942 годах.
В 1942 году закончил свою последнюю картину — многофигурную композицию «Степан Разин». В октябре 1942 года, возвращаясь из эвакуации в Москву, на Самаркандском вокзале, переходя пути с чемоданами, Василий Сварог споткнулся и ударился левым виском об рельс, 10 октября в тяжёлом состоянии был доставлен в Москву. После лечения вернуться к живописи он уже не смог.

Могила В. С. Сварога

Василий Семёнович Сварог скончался 31 декабря 1946 года. Похоронен на Новодевичьем кладбище (участок 2, ряд 40, место 6). Надгробие на могиле В. С. Сварога выполнил его ученик — народный художник СССР Н. В. Томский.
В 1948 году усилиями друзей художника и его жены Ларисы Семёновны Сварог была проведена посмертная выставка его произведений. На ней были представлены картины, портреты, этюды из экспозиций Государственной Третьяковской галереи, Государственного Исторического музея, Центрального Дома Советской Армии, музеев А. С. Пушкина, М.Горького, Академии художеств СССР и областных музеев.

## Есенин
Сварог не был близким другом Сергея Есенина, но они были знакомы — у них были даже планы совместных выступлений, на которых гитарист-виртуоз Сварог должен был аккомпанировать есенинской декламации. Эти планы не осуществились из-за внезапной кончины Есенина.
В конце 1925 года Сварог работал в редакции «Красной газеты» художником-репортёром — его графические работы часто появлялись в этой газете. Проживал в доме, где находилась редакция «Ленинских искр» (Невский проспект, 1) — в пяти минутах ходьбы до «Англетера». Именно его репортёрская зарисовка Есенина, лежащего на полу со странно скрещенными ногами и правой рукой, застывшей у горла, проиллюстрировала статью Г. Устинова «Сергей Есенин и его смерть» в вечернем выпуске «Красной газеты» 29 декабря 1925 года.
Нет точных сведений, кто, зачем и при каких обстоятельств вызвал художника в гостиницу, а также, каким образом ему стало известно о происшествии. В пятом номере «Англетера» он сделал несколько зарисовок Есенина, лежащего на полу. Светлана Лучкина (журналист, кандидат филологических наук) обратила внимание на некоторые подробности зарисовки, которые вряд ли являются фантазией автора: скрещенные ноги, расстёгнутые брюки, разорванная одежда, которая носит следы жестокой борьбы, и отметила, что в таком виде рисунок было трудно совместить с официальной версией гибели Есенина. Чуть позже Сварог сделал несколько видоизменённый рисунок лежащего на полу Есенина — не столь истерзанного, каким он был представлен в статье в «Красной газете».
Также известно о двух версиях рисунка головы Сергея Есенина. Под возвращённым в Россию в 2008 году подлинным посмертным рисунком Есенина, выполненным Сварогом 28 декабря 1925 года, сохранилась подпись на французском языке: «Сергей Есенин. Первый набросок, сделанный после его смерти». Подарил рисунок Московскому государственному музею С. А. Есенина бельгийский гражданин Жан Бланков, ставший обладателем рисунка в середине 1980-х годов. Первоначально рисунок оказался во Франции через Анри Барбюса, а затем передавался путём дарения нескольким лицам и оказался в Бельгии. Есть сведения, что Сварог в 1927 году высказывал предположения об убийстве Есенина. Тогда об этом ещё можно было говорить, но в начале 1930-х годов ситуация изменилась. Подарив рисунок Барбюсу, Сварог хотел, возможно, или избавиться от опасного документа, или обеспечить рисунку надёжное место хранения во Франции.

## Музыка
Василий Сварог хорошо пел. Находясь в Старой Руссе, он исполнял на сцене старорусской оперы сложные партии — мельника в «Русалке» Даргомыжского, Мефистофеля в «Фаусте» Гуно, Мазепы в «Мазепе» Чайковского, Карася в «Запорожце за Дунаем» Гулак-Артемовского, Алеко в «Алеко» Рахманинова. Кроме того, Сварог играл на гитаре. Сварог говорил:
Во-первых, я художник, но я одинаково страстно люблю музыку и пение. Я не представляю себе жизни без этих трёх искусств. Если я когда-нибудь буду лишён одного из них, если равновесие будет нарушено, я, наверное, перестану быть художником.

## Награды
- Орден Трудового Красного Знамени (16.07.1943)
- Медаль «За доблестный труд в Великой Отечественной войне» (1946)

## Память

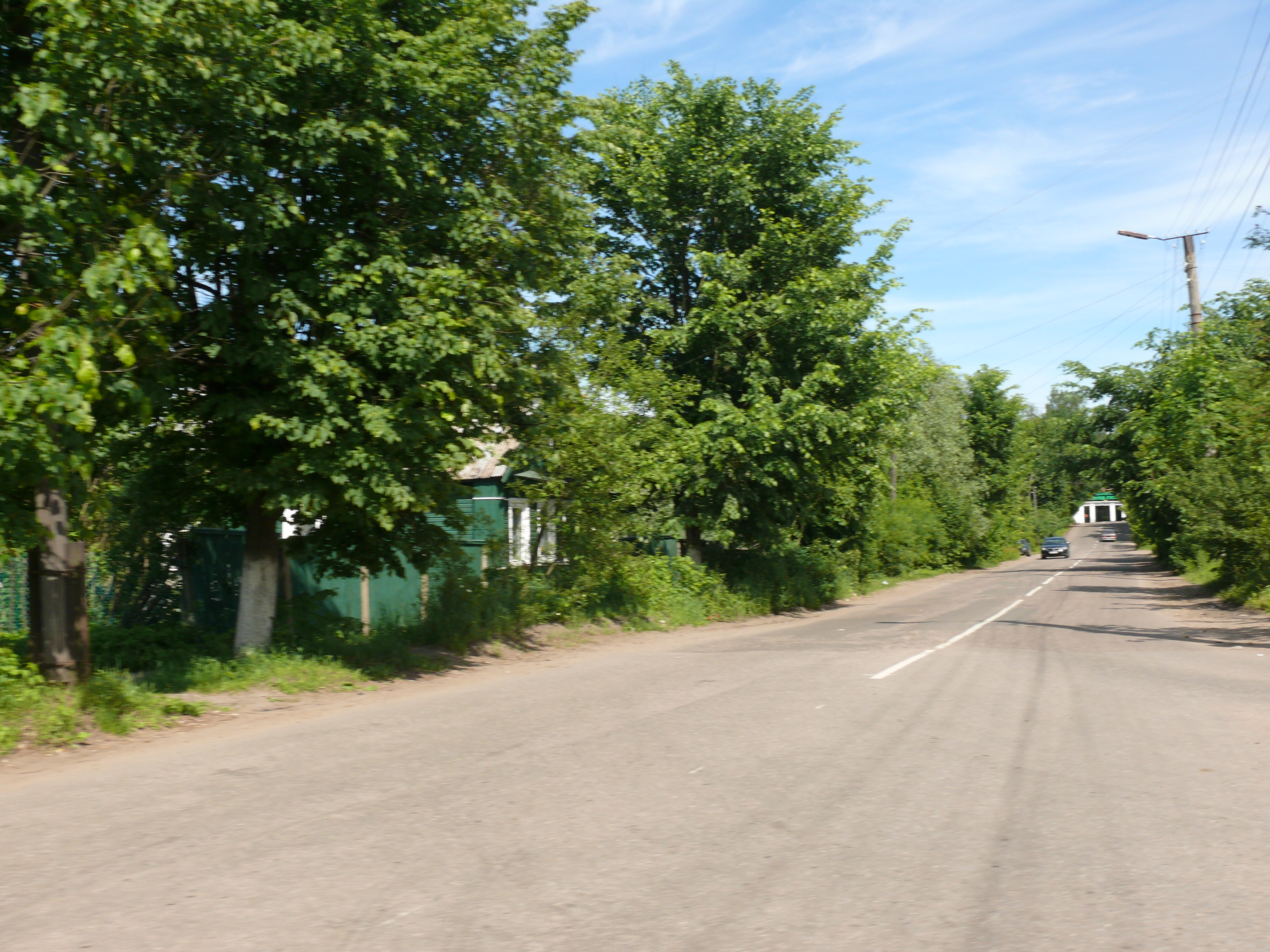
Старая Русса. Улица Сварога

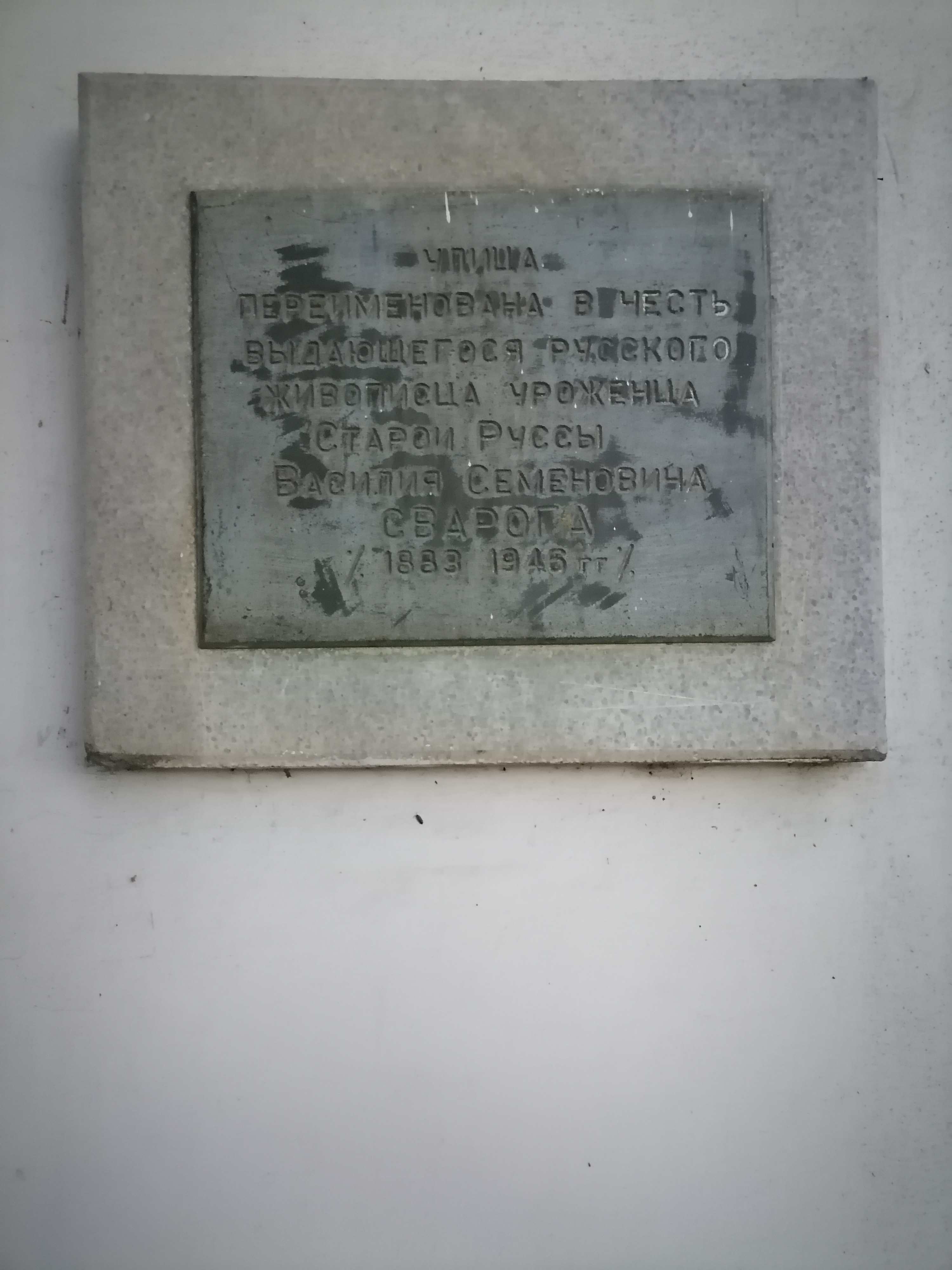
Мемориальная доска Сварогу в Старой Руссе. Ул. Сварога, 35

Имя художника носит улица в Старой Руссе.

## Работы находятся
В  Третьяковской галерее:
- «Портрет матери»
- «Автопортрет»[9]
- «Гитаристка»
- «И. В. Сталин и члены Политбюро среди детей в Центральном парке культуры и отдыха имени М. Горького» (1939)[10]

В Русском музее:
- «Маяковский»
- «Арматурщики»

Самое крупное хранилище картин (около 200 картин) находится в Старой Руссе.